# Peixe-anual
O termo peixe-anual é uma designação comum a alguns peixes ciprinodontiformes encontrados nas Américas e no continente Africano. O peixe anual tem vários nomes populares, como peixe do céu, peixe da poça, ou peixe nuvem.
Tais peixes são habitantes efêmeros de brejos e poças de água, dependentes das estações secas, quando os adultos morrem e deixam os ovos que sofrem maturação, e das estações chuvosas, quando os filhotes nascem e atingem a maturidade sexual. Correm sério risco de extinção e são muito apreciadas por aquariófilos. Também são chamados de peixes temporários.
Ciclo Vital:
Esses peixes vivem em pequenas poças. Eles se reproduzem e colocam seus ovos em baixo da lama, quando chega o período de seca, a água acaba e, os peixes secam e morrem. Seus ovos ficam em baixo da lama, até o período de seca acabar, a chuva encher novamente a poça, e eles nascerem. Ou seja, em um ano eles devem nascer, crescer, amadurecer, se reproduzir e guardarem seus ovos. Porém em áquarios esse peixes podem viver mais alguns anos.